# Сан Бенињо (Перуђа)
Сан Бенињо је насеље у Италији у округу Перуђа, региону Умбрија.
Према процени из 2011. у насељу је живело 286 становника. Насеље се налази на надморској висини од 309 м.